# モデルフリー (強化学習)
強化学習（RL）において、モデルフリーアルゴリズム（model-free algorithm）あるいはモデル無しアルゴリズムとは、マルコフ決定過程（MDP）の環境ダイナミクス（遷移確率分布と報酬分布）を推定しないアルゴリズムのことである。遷移確率分布と報酬分布は、しばしばまとめて環境（またはMDP）の「モデル」と呼ばれるため、「モデルフリー」という名前が付けられている。モデルフリー強化学習アルゴリズムは、「明示的な」試行錯誤アルゴリズムと考えることができる。モデルフリーアルゴリズムの典型的な例としては、モンテカルロ法（MC法）、SARSA法、Q学習がある。
モンテカルロ推定は、多くのモデルフリーアルゴリズムの中心的な要素である。基本的に一般化方策反復法（GPI）の具体化であり、方策評価（PEV）と方策改善（PIM）の二つが交互に繰り返される。このフレームワークでは、各方策はまず対応する価値関数によって評価される。次に、評価に基づいて、より良い方策を作成するために貪欲（greedy）探索を行う。モンテカルロ推定は、主に方策評価の最初のステップに適用される。もっとも単純なものは、現在の方策の有効性を判断するために、収集されたすべてのサンプルの収益を平均する。より多くの経験が蓄積されるにつれて、大数の法則により推定値は真の値に収束する。したがって、モンテカルロ法による方策評価は、環境ダイナミクスに関する事前の知識を必要としない。代わりに、（現実またはシミュレートされた）環境との相互作用から生成される経験（つまり、状態、行動、報酬のサンプル）のみが必要となる。
価値関数の推定は、モデルフリーアルゴリズムにとって重要である。MC法とは異なり、時間差分法（TD法）は既存の価値推定値を再利用（ブートストラッピング）することでこの関数を学習する。TD学習は、最終結果を待たずに、エピソードの部分的な軌跡から学習する能力を持つ。また、現在の状態の関数として将来の収益を近似することもできる。MCと同様に、TDは環境ダイナミクスに関する事前の知識なしに、経験のみを使用して価値関数を推定する。TDの利点は、現在の推定値に基づいて価値関数を更新できるという点にある。したがって、TD学習アルゴリズムは、不完全なエピソードまたは継続的なタスクから段階的に学習できるが、MCはエピソード単位で実装する必要がある。

## モデルフリー深層強化学習アルゴリズム
モデルフリーアルゴリズムは、ランダムな方策から始めて、Atariゲーム、StarCraft、囲碁など、多くの複雑なタスクで人間を超えるパフォーマンスを達成できる。深層ニューラルネットワークは、最近の人工知能のブレークスルーを担っており、RLと組み合わせることで、Google DeepMindのAlphaGoなどの人間を超えるエージェントを作成できる。主流のモデルフリーアルゴリズムには、DQN（深層Q学習）、Rainbow、TRPO（信頼領域方策最適化）、PPO（近接方策最適化）、A3C（非同期アドバンテージ・アクター・クリティック法）、A2C（同期アドバンテージ・アクター・クリティック法）、DDPG（深層決定的方策勾配法）、TD3（二重遅延型深層決定的方策勾配法）、SAC（ソフト・アクター・クリティック法）、DSAC（分布ソフト・アクター・クリティック法）などがある。
| アルゴリズム | 詳細 | 方策の分離性       | 行動空間   |
| ------------ | --- | ------------------ | ---------- |
| DQN          | 深層Q学習。Q関数をニューラルネットワークで関数近似する手法。加えて、ターゲットネットワーク、経験バッファを導入する。 | オフポリシー       | 離散       |
| Rainbow      | DQNにDDQN（Double DQN）、デュエリング・ネットワーク（Dueling-network）ノイジー・ネットワーク（Noisy-network）、優先度付き経験バッファ（Prioritized Experience Replay）、カテゴリカルDQN(C51、分布DQN)、マルチステップ学習を融合した手法。 | オフポリシー       | 離散       |
| A3C          | 非同期アドバンテージ・アクター・クリティック法。分散型となったアクタークリティック法。エージェントは勾配を収集し、中央のラーナーがパラメータを更新する。                                                                                  | オンポリシー       | 離散・連続 |
| A2C          | 同期アドバンテージ・アクター・クリティック法。A3Cの派生手法で、エージェントは経験を収集し、中央のラーナーが勾配計算とパラメータ行進を行う。A3CよりGPUの必要数が少ない。                                                                   | オンポリシー       | 離散・連続 |
| TRPO         | 信頼領域方策最適化。方策の過度な更新を抑えるために、制約を利用する。 | オンポリシー       | 離散・連続 |
| PPO          | 近接方策最適化。TRPOを簡略化した手法。 | どちらともいえない | 離散・連続 |
| DDPG         | 深層決定的方策勾配法。決定的方策をニューラルネットワークで、モデル化するのが特徴。 | オフポリシー       | 連続       |
| TD3          | 二重遅延型深層決定的方策勾配法。DDPGの改良手法。 | オフポリシー       | 連続       |
| SAC          | ソフト・アクター・クリティック法。エントロピー最大化によって探索を促進する。 | オフポリシー       | 連続       |
| DSAC         | 分布ソフト・アクター・クリティック法。SACに分布強化学習の発想を取り入れたもの。 | オフポリシー       | 連続       |